# Brendon Lucas da Silva Estevam
Brendon Lucas da Silva Estevam hay Brendon Lucas (sinh ngày 29 tháng 5 năm 1995) là một cầu thủ bóng đá người Brasil hiện đang thi đấu ở vị trí trung vệ cho câu lạc bộ Thành phố Hồ Chí Minh tại V.League 1.

## Sự nghiệp câu lạc bộ
Brendon có màn ra mắt chuyên nghiệp tại Segunda Liga cho Portimonense vào ngày 28 tháng 1 năm 2017 trong trận đấu với União da Madeira.
Vào tháng 6 năm 2017, anh gia nhập Académica.